# یواس‌اس پیت (اس‌پی-۵۹۶)
یواس‌اس پیت (اس‌پی-۵۹۶) (به انگلیسی: USS Pete (SP-596)) یک کشتی بود که طول آن ۲۹ فوت (۸٫۸ متر) بود. این کشتی در سال ۱۹۱۷ ساخته شد.